# Euríbato de Esparta
Euríbato de Esparta (en griego antiguo: Ευρύβατος ο Λακεδαιμόνιος) o Euríbato de Lusi (Arcadia) (en griego antiguo: Ευρύβατος ο Λουσιεύς) fue un vencedor olímpico de lsiglo VIII a. C. originario de Esparta.
Ganó la prueba de lucha (en griego antiguo: πάλη, romanizado: pálê) en los 18.º juegos de 708 a. C., cuando se incluyó por primera vez en el programa de los Juegos.
El sofista del siglo III d. C. Filóstrato de Atenas se refiere a él como Lusio en contraposición a Lambi, a quien menciona inmediatamente después e identifica con Lacedemón, y precisa que Euríbato también es mencionado como espartano. Es posible que esta distinción se deba a la antigua ciudad de Lusi en la Azania arcadia o al río Lusio que discurría por Arcadia, por lo que parece sugerirse que Euríbato procedía de la región de Arcadia cercana al río, opinión que el historiador del siglo XX Luigi Moretti considera muy probable, aunque él mismo ha dicho que Euríbato fue espartano.